# Gekkan Comic Flapper
Monthly Comic Flapper (月刊コミックフラッパー Gekkan Komikku Furappā?) es una revista mensual japonesa dedicada a la publicación de manga de demografía seinen. La revista es publicada el día 5 de cada mes desde el 5 de noviembre de 1999 como sucesora de la Comic Alpha. La edición de marzo de 2008 supuso la edición número 100 de la revista, que continúa publicándose en la actualidad.

## Series publicadas
Entre las series publicadas por la revista a lo largo de sus más de 100 ediciones se encuentran series como:
- 7 mil millones de agujas
- Brave 10
- Candy Boy
- Dance in the Vampire Bund
- Denki-gai no Honya-san
- Fantastic Children
- Girls und Panzer
- Guin Saga
- Kage Kara Mamoru!
- Kamisama Kazoku
- Kuma Miko
- Locke the Superman
- Madan no Ō to Vanadis
- Math Girls
- Mushoku Tensei
- Najica Blitz Tactics
- Nijū Mensō no Musume
- Overman King Gainer
- Cobra
- Tate no Yuusha no Nariagari
- Togari Shiro
- Tonari no Seki-kun
- Tono to Issho
- Translucent
- Twin Spica
- Vamos Lá!